# Adolf Šimperský
Adolf Šimperský (Břevnov, 5 d'agost de 1909 - 15 de febrer de 1964) fou un futbolista txecoslovac.
Va formar part de l'equip txecoslovac a la Copa del Món de 1934.